# Andrzej Miękicki
Andrzej Miękicki herbu Trąby (zm. przed 21 marca 1534 roku) – pisarz ziemski bełski w latach 1517-1532.
Poseł na sejm piotrkowski 1523 roku z województwa bełskiego.